# Энергетическая блокада Ленинграда
Энергети́ческая блока́да Ленингра́да — прекращение снабжения города электроэнергией во время блокады Ленинграда в период Великой Отечественной войны.

## История
8 сентября 1941 года, когда гитлеровские войска вошли в Шлиссельбург, Ленинград был взят в кольцо. Оборудование Волховской ГЭС, снабжавшей город электричеством, было разобрано и частично вывезено за Урал, мощности оставшегося оборудования хватало лишь для снабжения фронта и железнодорожного узла Волховстрой-1. Важнейшие предприятия, обеспечивающие жизнь города подвергались постоянной бомбёжке. Когда линия передач от Волховской ГЭС оказалась на территории, захваченной немецкими оккупантами, в городе работала только одна  ГЭС-1. В городе прекратилась подача света и тепла.
Освещались только часть здания Главного штаба, некоторые кабинеты Смольного и отделений милиции, штабы зенитных батарей, центральная почта и телеграф, части пожарной охраны и суда. Бо́льшая часть электроэнергии уходила на оборонные нужды, госпитали и хлебозаводы.
Волховская ГЭС была заминирована, по всей станции тянулся бикфордов шнур, который загорелся в одну из бомбёжек. Работники, сумевшие его затушить, чудом избежали взрыва.
В городе выпускались брошюры об экономии энергоресурсов под заголовками «Экономия — закон войны», звучали призывы к контролю за электропотреблением на всех производственных участках, распространялись сведения о дополнительных путях экономии электроэнергии на предприятиях. Растратчики электроэнергии приравнивались к совершившим преступление и несли за это строжайшую ответственность — их могли судить по законам военного времени. По домам, заводам и учреждениям ходили инспекторы энергосбыта. Несмотря на жесточайшую экономию и работу оборудования на электростанциях в самом экономичном режиме, электричества катастрофически не хватало. Город получал электроэнергии в 120 раз меньше, чем до войны.
Чтобы преодолеть энергетическую блокаду, сотрудники «Красный Октябрь» нашли способ «оживить» один из котлов — его стали переделывать его под торф, добываемый фрезерным способом, так как добычу можно было осуществить под Ленинградом во Всеволожском районе. Наладчики умирали от голода — одного из них пришлось везти на работу на санках, но котёл заработал, и в апреле 1942 года его мощности хватило на освещение части домов и пуск шести городских трамваев.
Энергетики, как и все жители блокадного Ленинграда, умирали от истощения и обстрелов. Предприятия энергоснабжения и систем подачи энергии так же, как и другие системы жизнеобеспечения асы немецких оккупантов бомбили в первую очередь — на них было сброшено за время блокады более 300 фугасных бомб, выпущено около 3000 артиллерийских снарядов и свыше 1000 зажигательных бомб.
В ноябре 1941 года в отделе главного инженера ТЭЦ возле рабочего стола застряла бомба, пробившая крышу и несколько этажей. Она взорвалась в руках сотрудников, когда они попытались вынести её. В Ленэнерго за годы блокады погибли 1654 работника. Энергетическая блокада была прорвана 23 сентября 1942 года, когда по дну Ладожского озера по первому кабелю было пущено электричество.
Наземная линия между Волховской ГЭС и Ленинградом была установлена весной 1944 года

## Памятник
В 2020 году был объявлен конкурс на эскизный проект памятника «Прорыв энергетической блокады». По итогам работы конкурсной комиссии, рассмотревшей 24 эскиза, присланных на конкурс, был выбран проект победитель. Его автор — заведующий кафедрой дизайна СПГХПА им. А. Л. Штиглица, профессор, кандидат искусствоведения, член Санкт-Петербургского Союза дизайнеров Олег Веселицкий. Памятник будет установлен там же, где находится мемориал «Разорванное кольцо» — на берегу Ладожского озера. Строительные работы начнутся в 2021 году.